# IEC 61800-7
Die IEC 61800-7 ist eine internationale Norm für eine universelle Schnittstelle für einen Antrieb mit variabler Drehzahl mit dem Titel "Generic interface and use of profiles for power drive systems". Sie wird von der International Electrotechnical Commission (IEC) herausgegeben. In der Norm wird diese abstrakte, universelle Schnittstelle auf vier unterschiedliche Antriebsprofile abgebildet und diese werden wiederum auf unterschiedliche Kommunikationsprofile von Feldbussen und industriellem Ethernet abgebildet.
Die Norm IEC 61800-7 hat somit drei Teile:
1. 61800-7-1: In einem ersten Teil wird ein generalistisches Modell eines Antriebs und die Abbildung der einzelnen Antriebsprofile auf dieses Modell dargestellt.
2. 61800-7-20x: In einem zweiten Teil werden die Funktionen und Parameter der einzelnen Antriebsprofile definiert. Von diesem Teil gibt es somit 4 Unterteile, für jedes Antriebsprofil eine. Damit werden diese Richtlinien oder Standards zum Teil einer Norm.
3. 61800-7-30x: Im dritten Teil werden die vier Antriebsprofile auf die 11 Kommunikationsprofile abgebildet. Dabei werden vorhandene Kommunikationsnormen referenziert.

| Profil Typ 1 | Profil Typ 2 | Profil Typ 3 | Profil Typ 4 |
| ------------ | ------------ | ------------ | ------------ |
| CiA 402      | CIP Motion   | PROFIdrive   | SERCOS       |

| Profil Typ 1 | Profil Typ 2 | Profil Typ 3 | Profil Typ 4 |
| ------------ | ------------ | ------------ | ------------ |
| CiA 402      | CIP Motion   | PROFIdrive   | SERCOS       |

| Profil Typ 1                        | Profil Typ 2                     | Profil Typ 3      | Profil Typ 4                      |
| ----------------------------------- | -------------------------------- | ----------------- | --------------------------------- |
| CANopen EtherCAT ETHERNET Powerlink | DeviceNet ControlNet EtherNet/IP | PROFIBUS PROFINET | SERCOS I + II SERCOS III EtherCAT |